# Lironoba anomala
Lironoba anomala är en snäckart som beskrevs av Powell 1940. Lironoba anomala ingår i släktet Lironoba och familjen Rissoidae. Inga underarter finns listade i Catalogue of Life.